# Mesoceration rubidum
Mesoceration rubidum är en skalbaggsart som beskrevs av Perkins och Balfour-browne 1994. Mesoceration rubidum ingår i släktet Mesoceration och familjen vattenbrynsbaggar. Inga underarter finns listade i Catalogue of Life.